# Acalypha pulchrespicata
Acalypha pulchrespicata là một loài thực vật có hoa trong họ Đại kích. Loài này được Däniker mô tả khoa học đầu tiên năm 1932.